# Willem Russell
Wilhelmus Matthias Josephus Russell (Amsterdam, 17 maart 1918 – aldaar, 27 maart 1993) was een Nederlands advocaat, procureur en politicus namens het Christen-Democratisch Appèl (CDA).
Russell was sinds 1943 werkzaam als advocaat en procureur in Amsterdam. In 1971 kwam hij in de Eerste Kamer der Staten-Generaal waar hij woordvoerder cultuur en justitie was. Nadat hij tussen 1974 en 1983 lid was van de Provinciale Staten van Noord-Holland, keerde hij in 1981 ook terug in de Eerste Kamer.
Hij is de vader van advocaat en politicus Paul Russell en stond bekend als kunstliefhebber. Hij was tevens honorair consul van Brazilië en werd onder andere onderscheiden als officier in de Orde van Oranje-Nassau en ridder in de Orde van het Heilig Graf van Jeruzalem.
- Biografisch Portaal: 65601237
- Gemeinsame Normdatei: 138405417
- International Standard Name Identifier: 0000 0000 6158 7934
- Library of Congress Control Number: n90671462
- Nederlandse Thesaurus van Auteursnamen: 074492969
- Parlement.com: vg09llhb1vxo
- Virtual International Authority File: 36078333
- WorldCat: E39PBJwddGvXqYdwvkfrfr3bBP